# Rue de l'Amiral-Roussin
La rue de l'Amiral-Roussin est une rue du 15e arrondissement de Paris.

## Situation et accès
La rue de l'Amiral-Roussin commence rue de la Croix-Nivert et aboutit rue Blomet.
Elle croise la rue Mademoiselle et la rue Lecourbe.
La rue Jean-Fourastié et la rue de Viroflay commencent ou aboutissent rue de l'Amiral-Roussin.

## Origine du nom

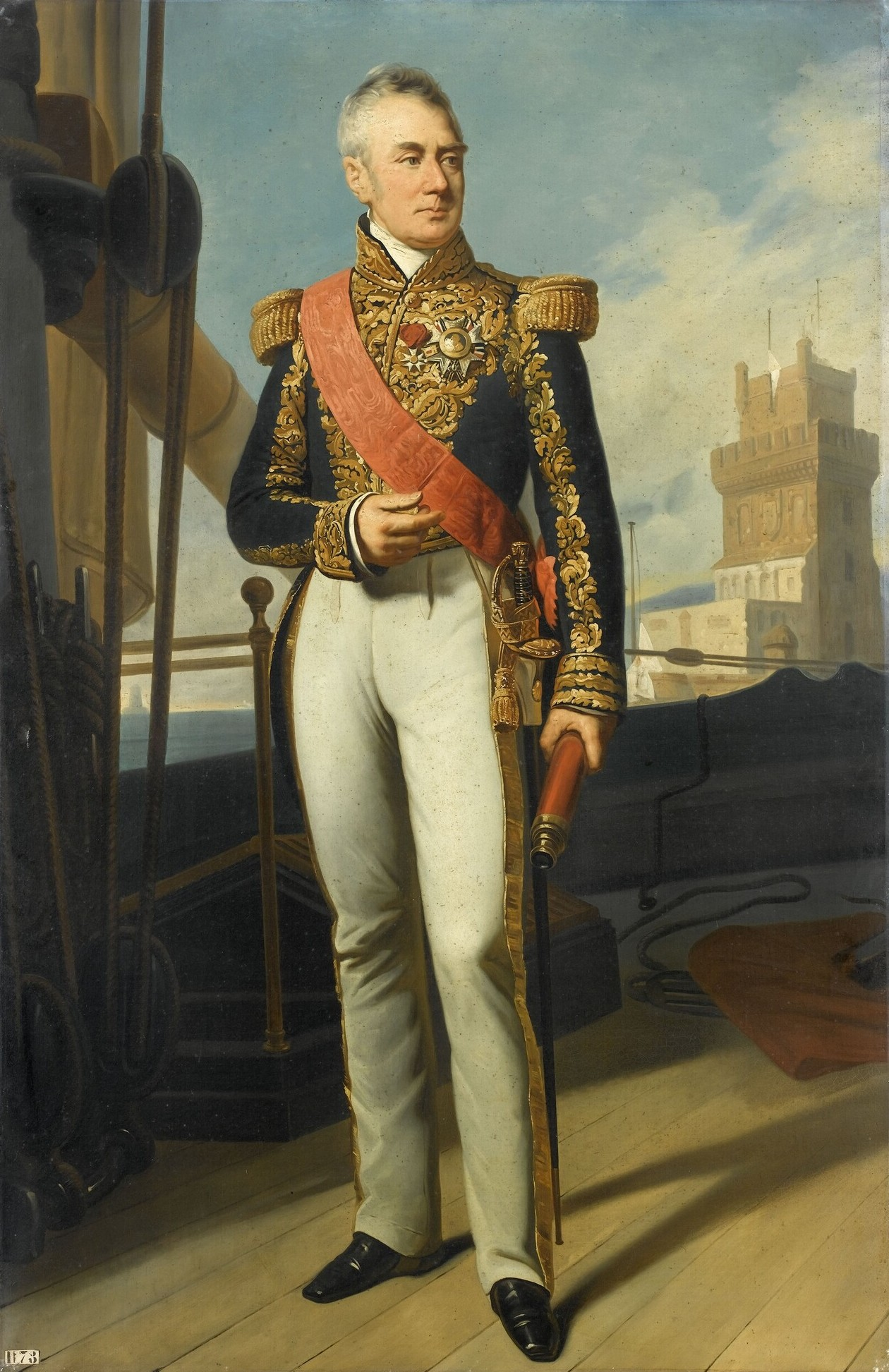
Albin Roussin.

Cette rue porte le nom de l'amiral Albin Roussin (1781-1854). 

## Historique
Cette voie des anciennes communes de Vaugirard et de Grenelle a été formée entre les rues de la Croix-Nivert et la rue Lecourbe.
Initialement dénommée « rue de la Vierge », elle est classée dans la voirie parisienne en vertu du décret du 23 mai 1863 et prolongée entre la rue Lecourbe et la rue Blomet sous le nom de « rue des Trois-Frères ».
Une sablonnière, située près de la rue de la Croix-Nivert, y fut exploitée de 1785 à 1813 par le service du Pavé de Paris. 
Par un décret du 2 octobre 1865 l'ensemble de cette voie prend le nom de « rue Roussin » avant de prendre sa dénomination actuelle par un arrêté du 10 juin 1897.

## Bâtiments remarquables et lieux de mémoire

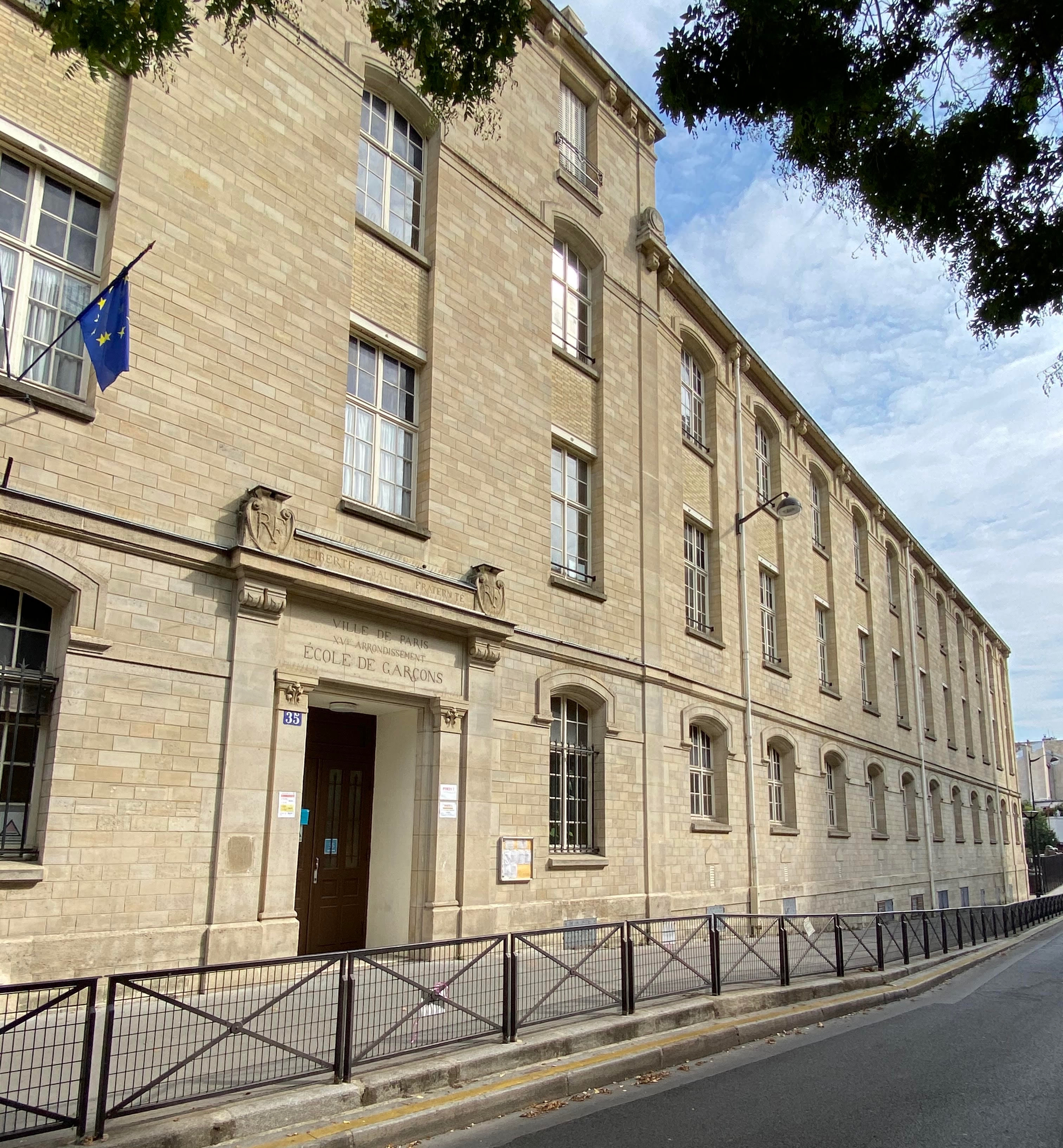
École élémentaire.

- No 12 : Jeanne Besnard-Fortin (1892-1978), artiste peintre, y vécut[2]
- No 17 : voie privée ouverte à la circulation, non dénommée, parcelle cadastrale BX39. Cet accès pompier est une voie ouverte au public, qui débouche sur les 16 et 18, villa Croix-Nivert, où 5 marches empêchent le passage de voitures.
- No 35 : école élémentaire.
- No 65 : cité ouvrière (1906) construite par l'architecte Auguste Labussière[3].
- No 81 : ancienne résidence du vicomte Kabbaj et de la baronne Kettani. Un lieu enchanteur où se croisaient ménestrels, poètes, bouffons et autres dresseurs de lions[réf. nécessaire].